# Aragorn (cómic)
Aragorn es el nombre de varios caballos alados que aparecen en los cómics estadounidenses publicados por Marvel Comics. Su nombre es una referencia a Aragorn, personaje de la saga de El Señor de los Anillos escrita por J. R. R. Tolkien.

## Historial de publicaciones
La primera encarnación apareció en The Avengers #48 (enero de 1968) y fue creada por Roy Thomas y George Tuska.

## Biografía del personaje ficticio

### Primer Aragorn
El profesor Nathan Garrett, el criminal Caballero Negro, desarrolló técnicas de ingeniería genética capaces de otorgarle a un caballo las alas de un pájaro. Lo usó para crear una montura para montar durante sus aventuras criminales. Después de la derrota final de Garrett por Iron Man, este caballo escapó, fue encontrado y mutado por la bisnieta de Victor Frankenstein, Victoria (que originalmente había tratado de restaurarlo a la normalidad), y cayó en posesión de Dreadknight, quien lo llamó el Caballo Infernal.

### Segundo Aragorn
Mientras Garrett moría, persuade a su sobrino Dane Whitman para que tome sus descubrimientos científicos y los use para el bien. Whitman se convirtió así en un nuevo y heroico Caballero Negro, y utilizó las técnicas de su tío para crear otro caballo alado. A este lo llama Aragorn y lo usa como su montura. Aragorn ayudó al Caballero Negro y a los Vengadores a luchar contra los Maestros del Mal; llevó al Caballero Negro a la batalla contra Le Saber; ayudó al Caballero Negro y al Doctor Strange a luchar contra Tiboro; llevó al Caballero Negro junto al Doctor Strange y los Vengadores mientras luchaban contra Ymir y Surtur; llevó al Caballero Negro al Olímpo para luchar contra Ares y la Encantadora, entre muchas otras aventuras juntas.
Cuando la Encantadora convirtió al Caballero Negro en piedra, Aragorn fue puesto bajo la custodia de su compañera Defensora, la Valquiria. Aragorn llevó a la Valquiria y Namorita a la batalla contra el Omegatron. Cuando Whitman dejó su propio tiempo para quedarse un tiempo en el siglo XII d. C., confió a Aragorn al cuidado de la Valquiria, que se convirtió en su compañero permanente. Vino a vivir a la Academia de Equitación de Richmond. Acompañó a la Valquiria a Asgard y Valhalla, y ayudó a Valquiria, Harokin y los Defensores a luchar contra Ollerus y Casiolena. Con la Valquiria, Aragorn ayudó a formar los Nuevos Defensores.
Mientras Aragorn estaba con la Valquiria, Dane Whitman ganó un nuevo caballo volador llamado Strider de la Dama del Lago.
Aragorn todavía está en compañía de la Valquiria.

### Tercer Aragorn
Otro Aragón sirvió de corcel a Augustine du Lac, que era el Caballero Negro del Vaticano. Montó a Aragorn en el momento en que acompañó a Klaw en su invasión de Wakanda.
Cuando el hijo de Kraven el Cazador, Alyosha Kravinoff, comenzó a coleccionar un zoológico de súper seres con temática animal, se ve claramente a Aragorn en una de las jaulas. Sin embargo, después de desobedecer a Kraven, Aragorn fue asesinado para dar un ejemplo a sus otros cautivos y luego sirvió como alimento. El Manual de Marvel Pets confirmó que el Aragorn que fue asesinado por Alyosha Kravinoff era el Aragorn del Caballero Negro del Vaticano.

## Poderes y habilidades
Aragorn era un caballo normal hasta que Dane Whitman usó las técnicas de Nathan Garrett para darle alas grandes y totalmente emplumadas que le permitían volar. Es un corcel de batalla experimentado en tierra y en lo alto. La inteligencia mejorada de Aragorn le brinda una excelente relación con Valquiria y Dane Whitman, lo que le permite comprender y obedecer órdenes complejas.

## En otros medios

### Televisión
- Aragorn aparece en Moon Girl and Devil Dinosaur, episodio "The Devil You Know", con la voz de Cree Summer.[21]Esta versión es miembro del grupo de apoyo confidencial Action Buddies.

### Película
Aragorn aparece en las películas de Marvel Cinematic Universe (MCU). También conocido como Warsong, es el corcel alado de Valquiria.
- Aragorn aparece en Thor: Ragnarok (2017). En el primer milenio dC, Valquiria lo montó en la batalla contra Hela, en la que la enviaron de regreso al Hel. Él y Valquiria fueron los únicos sobrevivientes.
- Aragorn aparece en Avengers: Endgame (2019), donde es montado por Valquiria en la Batalla de la Tierra, ayudando a los Vengadores y sus aliados. Durante la batalla, Pepper Potts, con su armadura Mark XLIX, dejó caer a Spider-Man sobre Aragorn para ayudarlo a mantener el Nano Guantelete alejado de las fuerzas de Thanos.
- Aragorn aparece en Thor: Love and Thunder (2022), siendo montado nuevamente por Valquiria para ayudar a los asgardianos, Thor y Jane Foster a luchar contra los Monstruos de la Oscuridad creados por Gorr, quien secuestró a varios niños. En la pelea, Aragorn es llevado por Jane Foster a las Puertas de la Eternidad en su ayuda y luego vuela de regreso al Nuevo Asgard.